# ダイビング・ベル セウォル号の真実
『ダイビング・ベル セウォル号の真実（朝鮮語: 다이빙벨、英語: The Truth Shall Not Sink with Sewol）』は、2014年に製作された韓国のドキュメンタリー映画である。写真家でジャーナリストの安海龍（アン・ヘリョン）とイ・サンホ元MBC記者の共同監督作品。同年4月16日に発生したセウォル号沈没事故をめぐる疑問点や、救助のための潜水鐘（ダイビング・ベル）投入の過程などをとりあげている。

## 反響
本作は2014年10月開催の第19回釜山国際映画祭に招待されたが、同年9月24日にはセウォル号惨事一般人犠牲者遺族対策委員会が、本作は遺族を傷つけるものだなどとして国会で上映反対を主張した。また、釜山広域市長の徐秉洙や、一部のセヌリ党議員、保守団体らも本作の上映中止を要求した。また、9月15日に次世代文化人連帯が「当問題を一方的視線のみで示すことに反対する」声明を出し、30日に批判動画を投稿するなど、さまざまな論争が巻き起こったものの、10月6日には釜山国際映画祭で強行上映され、韓国内での封切が決まった。
その後、趙允旋政務首席（当時）の指示による批判的世論の形成やチケットの買い占め、釜山映画祭組織委員長の更迭、映画振興委員会が翌年の映画祭に対する支援予算を14億6000万ウォンから8億ウォンに削減するなど、政治的報復とも取れる出来事が続いた。さらに2015年に国家情報院が配給会社Cinema DALの従業員の通信データなどを査察していたことが明らかになった。
観客数は5万288人（2017年9月時点）。
2018年5月、続編の「다이빙벨 그후（After Diving Bell）」が公開された。